# Cryptocanthon solisi
Cryptocanthon solisi là một loài bọ cánh cứng trong họ Bọ hung (Scarabaeidae).